# Vegahnúkur (bergstopp i Island)
Vegahnúkur är en bergstopp i republiken Island. Den ligger i regionen Austurland, 300 km öster om huvudstaden Reykjavík. Toppen på Vegahnúkur är 783 meter över havet.
Trakten runt Vegahnúkur är nära nog obefolkad, med mindre än två invånare per kvadratkilometer. Det finns inga samhällen i närheten. Trakten runt Vegahnúkur består i huvudsak av gräsmarker.